# D-51のNO MORE RADIO
D-51のNO MORE RADIO（ディーゴーイチのノー・モア・レディオ）は、D-51のYU（上里優）とYASU（吉田安英）のレギュラー番組である。全国のJFN系列21局で放送されていた。
放送期間は2005年10月から2008年9月。2005年2月に発売し、大ヒット、ブレイクのきっかけとなった曲「NO MORE CRY」が番組名の由来である。番組内では三横一村（みつよこいちむら）と副題が入るが、タイムテーブルなどでは表記されない。

## コーナー
- バニー吉田のウサ耳 人生相談
- 泣きの上メール神社
- 5・1・5俳句
- ダジャレケ原の合戦

・・・etc

## 終了時のネット局
- FM青森 月 19:30 短縮バージョン
- AFM 月 20:30 短縮バージョン
- FM岩手　月 20:30 短縮バージョン
- Boy-FM 火 20:00
- FMぐんま 土 12:00 短縮バージョン
- RADIO BERRY　水　21：00
- FM-NIIGATA 火 19:00
- FMとやま 日 24:30
- HELLO FIVE 月 20:30
- FM福井 水 21:00
- Radio80 日 21:30　短縮バージョン（2007年10月～）
- radio CUBE FM三重 月 20:00
- e-radio 日 18:30　短縮バージョン
- V-air 水 20:30
- FM岡山 金 21:30 短縮バージョン
- FMY 火 19：00　（2006年3月まで土 20:30 ）
- Be fine786FM香川 土 12:30
- FM徳島 金 19:30　 短縮バージョン
- Hi-six 月 21:00
- Air-Radio FM88 金 20:30　短縮バージョン
- FMS 水 21:30
- μ FM 水 21:00　短縮バージョン
- FM沖縄 日 19:00

## ネット打ち切り局
- Radio80 ※06年3月(木19：00）に一度打ち切った後同年10月からネット再開（日18：00）したが07年4月に再度打ち切りになったが、07年10月より（日21：30・短縮バージョン）の枠で放送再々開。

| 岐阜FM 木曜19時前半枠 （05年10月～06年3月）                         | 岐阜FM 木曜19時前半枠 （05年10月～06年3月） | 岐阜FM 木曜19時前半枠 （05年10月～06年3月）                   |
| 前番組                                                              | 番組名                                      | 次番組                                                        |
| ------------------------------------------------------------------- | ------------------------------------------- | ------------------------------------------------------------- |
| Adult Oriented Radio 〈19：00～19：55〉 （05年9月で一度打ち切り。） | D-51のNO MORE RADIO                         | MusicQ （06年4月～07年1月・自社制作番組）                     |
| 岐阜FM 日曜18時前半枠 （06年10月～07年3月）                         |                                             |                                                               |
| melody. Flow's On                                                   | D-51のNO MORE RADIO                         | 伊藤由奈のHEART to HEART （07年4月～2010年3月）               |
| 岐阜FM 日曜21時後半枠 （07年10月～）                                |                                             |                                                               |
| 要のある音楽 ※日曜22：30に移動。                                    | D-51のNO MORE RADIO                         | 坂崎さんの番組という番組 ※21：00～21：55 （金曜20時から移動） |

- TOKYO FM 火 21:00短縮バージョン　※07年4月改編で打ち切り。

| TOKYO FM 火曜21時前半枠 （06年4月～07年3月） | TOKYO FM 火曜21時前半枠 （06年4月～07年3月） | TOKYO FM 火曜21時前半枠 （06年4月～07年3月） |
| 前番組                                       | 番組名                                       | 次番組                                       |
| -------------------------------------------- | -------------------------------------------- | -------------------------------------------- |
| ？                                           | D-51のNO MORE RADIO                          | Daily Planet（07年4月～）                    |